# اوا می
اوا می (انگلیسی: Eva May؛ ۲۹ مهٔ ۱۹۰۲ – ۱۰ سپتامبر ۱۹۲۴) یک هنرپیشه اهل اتریش بود.